# متحدین بیونهان
بیونهان (کره‌ای: هانگول: 변한; هانجا: 弁韓) و همچنین بیونجین (هانگول: 변진; هانجا: 弁辰) قلمرو ضعیف متحدین شورشی بود که تقریباً از اوایل گاه‌شماری دوران مشترک تا قرن چهارم در شبه‌جزیره کره وجود داشت. بیونهان یکی از سه قلمروهای سامهان، همراه با ماهان و جینهان بوده‌است

## تاریخچه
به اوایل دوره زمانی سه پادشاهی کره گاهی اوقات سه پادشاهی کره-اولیه نیز گفته می‌شود. بیون‌هان همانند بقیه متحدین سم‌هان، پس جداشدن از استان جین در بخش جنوبی کره پدیدار شد.
شواهد باستان‌شناسی، زیاد شدن فعالیت‌های نظامی و تولیدات اسلحه در میان بیون‌هان در قرن سه و مخصوصاً زیاد شدن سر نیزه و زره را نشان می‌دهد. این شاید همراه با کاهش مساحت بیون‌هان و افزایش بیشتر متمرکز متحدین گایا باشد که بیشتر ایالت بیون‌هان به گایا پیوسته‌است. گایا نیز سال ۵۶۲ میلادی توسط شیلا یکی از سه پادشاهی کره فتح شد.

## فرهنگ و تجارت
کتاب چینی Records of the Three Kingdoms توضیح می‌دهد که زبان و فرهنگ مردم بیون‌هان همانند مردم جین‌هان بوده‌است و البته باستان‌شناسی مصنوعات نشان دهنده برخی تفاوت‌ها بوده‌است. بیون‌هان شاید به راحتی، گروه شورشی در جنوب و غرب رودخانه ناکدونگ معرفی شود ولی آنها به صورت رسمی بخشی از استان جین نبوده‌اند. با توجه به متن کتاب Records of the Three Kingdoms دربارهٔ قرن سوم، بیون‌هان برای تولید آهن مشهور بود؛ آنها آهن را به طرف شمال به هان و یاماتو ژاپن صادر می‌کردند و به بقیه شبه‌جزیره کره، آنها همچنین مرکز تولید سنگ مصنوعی بودند.

## ایالات‌های کوچک عضو
- میریمیدونگ (미리미동국/彌離彌凍國), امروزه میریانگ.
- جئوپدو (접도국/接塗國), امروزه هامان.
- گوجامیدونگ (고자미동국/古資彌凍國), امروزه گوسئونگ.
- گوسونشی (고순시국/古淳是國), امروزه جینگجو، ساچئون یا گوسئونگ.
- بانلو (반로국/半路國), امروزه سئونگجو.
- ناگنو (낙노국/樂奴國), امروزه هادونگ یا نام هااه.
- گونمی (군미국/軍彌國), امروزه ساچئون.
- میویاما (미오야마국/彌烏邪馬國), امروزه گورییونگ.
- گاملو (감로국/甘路國), امروزه گیمچئون.
- گویا (구야국/狗邪國), امروزه گیم‌هااه.
- جوجوما (주조마국/走漕馬國), امروزه گیمچئون.
- انیا (안야국/安邪國), امروزه هامان.
- دوگ لو (독로국/瀆盧國), امروزه دونگنا.